# The Christmas Chronicles 2
The Christmas Chronicles 2 (även skriven under skärmtiteln The Christmas Chronicles Part Two) är en amerikansk julkomedifilm, samt en uppföljare till Netflixfilmen The Christmas Chronicles från 2018, som hade premiär på samma streamingtjänst den 25 november 2020. Regin i denna film ansvaras denna gång av Chris Columbus, som precis som i den förra filmen, agerar som en av dess ansvariga producenter, samt även som manusförfattare tillsammans med Matt Lieberman. Återvändande skådespelare till denna film är Kurt Russell, Goldie Hawn, Darby Camp, Judah Lewis och Kimberly Williams-Paisley, som även har fått sällskap av nya skådespelare, som är Julian Dennison, Jahzir Bruno, Tyrese Gibson, Sunny Suljic, Darlene Love och Malcolm McDowell.

## Handling
Filmens handling kretsar kring det nu lite äldre flickebarnet Kate Pierce, som efter att hennes mamma Claire har träffat en ny man, sugs in tillsammans med den räddhågsne styvbrodern Jack Booker, i ett stort maskhål. Detta maskhål tar dem sedan hela vägen bort till det kallaste Nordpolen, där den illvillige före detta tomtenissen Belsnickel har kokat ihop en minst sagt djävulsk plan, som går ut på att förstöra hela julaftonen och ta bort hela dess glädje för alltid. Det blir då upp till styvsyskonen Kate och Jack, samt även till självaste jultomten, att få stopp på Belsnickel och hans djävulska planer, så att hela julen och all dess glädje kan gå säker.

## Rollista (i urval)
| Karaktär              | Skådespelare              | Svensk röst             |
| --------------------- | ------------------------- | ----------------------- |
| Jultomten             | Kurt Russell              | Dan Ekborg              |
| Tomtemor              | Goldie Hawn               | Mia Hansson             |
| Kate Pierce           | Darby Camp                | Tyra Ottosson           |
| Claire Pierce         | Kimberly Williams-Paisley | Tuvalisa Rangström      |
| Jack Booker           | Jahzir Bruno              | Ruben Adolfsson         |
| Belsnickel            | Julian Dennison           | Leon Pålsson Sälling    |
| Bob Booker            | Tyrese Gibson             | John Alexander Eriksson |
| Teddy Pierce          | Judah Lewis               | Sam Molavi              |
| Doug Pierce (som ung) | Sunny Suljic              | Einar Sundqvist         |
| Grace                 | Darlene Love              | Sharon Dyall            |